# Fabio Cudicini
Fabio Cudicini (Trieste, 20 de octubre de 1935-Roma, 8 de enero de 2025) fue un futbolista profesional italiano, que jugó desde 1955 hasta 1973. Con sus 191 cm de altura fue uno de los arqueros más altos de su época. Aunque nunca saltó al campo con la selección nacional (a pesar de algunas convocatorias), destacó como uno de los mejores porteros de la historia del fútbol italiano, gracias a los numerosos éxitos alcanzados -a una edad avanzada- durante su estancia en Milán.

## Biografía
Pertenecía a una familia de futbolistas: era hijo del lateral Guglielmo y padre de Carlo, este último portero de nivel internacional.

## Características técnicas
Apodado Pennellone durante su etapa en la Roma debido a sus 1.91 metros de altura, y más tarde compartió el apodo de Black Spider (Araña Negra) con el portero de la URSS, Lev Yashin, debido al uniforme oscuro que solía vestir y a su gran agilidad y concreción entre los postes. Demostró ser concreto y eficaz, con pocas concesiones al espectáculo. Dotado de un gran sentido posicional, tenía gran confianza en las salidas, demostrando ser excelente en los balones altos.

## Biografía
Éste portero nacido en la ciudad de Trieste, fue apodado como Ragno Nero ('Araña Negra'), llegando a ser uno de los mejores porteros del club italiano A.C. Milan de la Serie A, ayudando al club a ganar la Liga de Campeones de la UEFA de 1969.
Cudicini jugó por el Milan entre los años 1967 y 1973. Asimismo jugó para Udinese (1955-58), Roma (1958-66) y Brescia (1966-67). A pesar de su buen trabajo, Cudicini nunca jugó para la Selección de fútbol de Italia, debido a la presencia de otros grandes arqueros en su época tales como Dino Zoff, Lorenzo Buffon y Enrico Albertosi.
Es el padre del ex arquero del Tottenham Hotspur, Carlo Cudicini, así como de fallecido ex defensor del Ponziana Trieste, Guglielmo Cudicini.

## Muerte
Fabio Cudicini murió el 8 de enero de 2025 a la edad de 89 años.

## Trayectoria
| Club           | País   | Año         |
| -------------- | ------ | ----------- |
| ASD Ponziana   | Italia | 1953 - 1955 |
| Udinese Calcio | Italia | 1955 - 1958 |
| AS Roma        | Italia | 1958 - 1966 |
| Brescia        | Italia | 1966 - 1967 |
| AC Milan       | Italia | 1967 - 1972 |